# Stephanoberyx
Stephanoberyx is een monotypisch geslacht van straalvinnige vissen uit de familie van doornvissen (Stephanoberycidae). Het geslacht is voor het eerst wetenschappelijk beschreven in 1883 door Gill.

## Soort
- Stephanoberyx monae Gill, 1883